# Jadwiżyn (Piła)
Jadwiżyn (niem. Elisenau) – część miasta Piła, położona w północno-wschodniej części miasta, nad Gwdą.
Na terenie osiedla Jadwiżyn utworzono jednostkę pomocniczą gminy osiedle Jadwiżyn. Jednostkę zniesiono w 2011 roku.

## Historia
Przez stulecia tereny te, należące do Przedmieścia Bydgoskiego, były prawie niezabudowane. W latach 1913–1914 we wschodniej części obecnej dzielnicy zlokalizowano lotnisko wojskowe i halę sterowcową (obecnie nieistniejące). Budowę osiedla tanich domków jednorodzinnych w rejonie pl. Jagiełły i ulic: Śniadeckich i Dąbrowskiego rozpoczął w 1920 r. właściciel tartaku Robert Scharf, który na cześć swojej żony Elise nazwał je Elisenau. Po 1945 r. nazwę osiedla zmieniono na Jadwiżyn; miało to upamiętnić rzekome nadanie Pile praw miejskich przez Jadwigę Andegaweńską. W 1980 r. przy ulicach: Łącznej, Królowej Jadwigi i Śniadeckich rozpoczęto budowę dużego osiedla mieszkaniowego, ukończonego po ok. 10 latach.

## Ważniejsze obiekty
- Przedszkole nr 17 im. Krasnala Hałabały
- Szkoła Podstawowa nr 11 im. Królowej Jadwigi
- Zespół Szkół im. Stanisława Staszica
- Miejski Zakład Komunikacji
- Rada Osiedla Jadwiżyn – ul. Łączna 43a

## Zabytki
- willa przy ul. Śniadeckich 46 z lat 20. XX w.
- budynek d. komendy lotniska z 1913 r., obecnie Rejonowy Urząd Poczty
- domy jednorodzinne z okresu międzywojennego przy pl. Jagiełły i ul. Śniadeckich
- zabudowania d. folwarku Margaretenhof z końca XIX w.
- w lasach na północ od dzielnicy żelbetowe schrony bojowe tzw. Przedmościa Piła z lat 1939-44

## Dojazd
Do Jadwiżyna można dojechać autobusami linii nr: 0, 3, 4, 8, 11, 12, 14 i P obsługiwanymi przez MZK Piła.
Przystanki PKS:
- Piła, Powstańców Wlkp./Głuchowska
- Piła, Powstańców Wlkp./ZSZ